# Affari d'oro
Affari d'oro (Big Business) è un film del 1988 diretto da Jim Abrahams, che vede la partecipazione di Michele Placido qui alla sua prima esperienza hollywoodiana.

## Trama
Nell’ospedale di Jupiter Hollow in uno stesso giorno nascono due coppie di gemelle alle quali i genitori, pur essendo di estrazione sociale differente, impongono gli stessi nomi: Sadie e Rose. Un'infermiera distratta e anziana  depone separatamente le due gemelle dai capelli neri, appena partorite dalla campagnola signora Ratliff, nelle culle occupate dalle bionde gemelle della ricca e nevrotica signora Shelton, moglie di un uomo d’affari di Manhattan. Ne vengono così fuori due anomale coppie di gemelle che nella vita prenderanno strade diverse, finché un giorno la sorte non le farà incontrare al Plaza Hotel di New York.